# Pleurobema bournianum
Pleurobema bournianum är en musselart som först beskrevs av I. Lea 1840.  Pleurobema bournianum ingår i släktet Pleurobema och familjen målarmusslor. IUCN kategoriserar arten globalt som utdöd. Inga underarter finns listade i Catalogue of Life.